# Karakoł
Karakoł (kirg. Каракол, [„Czarne Ramię”], ros. Карако́л; od 1889 do 1921 i od 1939 do 1991 Przewalsk, Пржева́льск) – miasto w Kirgistanie na wschodnim brzegu jeziora Issyk-kul, ok. 150 km od granicy chińsko-kirgiskiej. Ośrodek administracyjny obwodu issykkulskiego. Zajmuje powierzchnię 48 km², a zamieszkuje je 65 443 mieszkańców (według spisu z 1999). Jest to czwarte pod względem wielkości miasto kraju.
Późną wiosną 1857 r. podczas swej wyprawy, mającej na celu zbadanie gór Tienszan, dotarł do Karakołu rosyjski geograf i eksplorator, Piotr Siemionow-Tian-Szanski.
Od 1860 r. miasto stanowiło ważny rosyjski posterunek wojskowy w Azji Środkowej. Podczas ostatniej swojej podróży w 1888 zatrzymał się tu, zachorował i zmarł na dur brzuszny rosyjski badacz Nikołaj Przewalski. Na jego cześć rok później miasto przemianowano na Przewalsk. Jednak pod wpływem protestów mieszkańców w 1921 przywrócono pierwotną nazwę. W 1939 jednak ponownie przemianowano miasto na Przewalsk, ale po upadku ZSRR jeszcze raz powrócono do nazwy kirgiskiej.
Pobliskie jezioro Issyk-kul wykorzystywane było przez Marynarkę Wojenną ZSRR do badań radzieckich rozwiązań napędu torpedowego. Miasto zamieszkane było w dużej części przez wojskowych i pracowników naukowych i ich rodziny.